# Ribamar
Lucas Ribamar Lopes dos Santos Bibiano, noto semplicemente come Ribamar (Rio de Janeiro, 21 maggio 1997), è un calciatore brasiliano, attaccante del Thanh Hóa.

## Caratteristiche tecniche
È un centravanti con grandi doti tecniche ed una buona capacità di "saltare l'uomo".

## Carriera
Cresciuto nelle giovanili del Botafogo, ha esordito il 6 aprile 2016 in occasione di un match di Coppa del Brasile vinto 1-0 contro il Coruripe.

## Statistiche

### Presenze e reti nei club
Statistiche aggiornate al 17 marzo 2018.
| Stagione        | Squadra             | Campionato      | Campionato | Campionato | Coppe nazionali | Coppe nazionali | Coppe nazionali | Coppe continentali | Coppe continentali | Coppe continentali | Altre coppe | Altre coppe | Altre coppe | Totale | Totale | Totale |
| Stagione        | Squadra             | Comp            | Pres       | Reti       | Comp            | Pres            | Reti            | Comp               | Pres               | Reti               | Comp        | Pres        | Reti        | Pres   | Reti   |        |
| --------------- | ------------------- | --------------- | ---------- | ---------- | --------------- | --------------- | --------------- | ------------------ | ------------------ | ------------------ | ----------- | ----------- | ----------- | ------ | ------ | ------ |
| 2016            | Botafogo            | A/RJ+A          | 18+12      | 3+1        | CB              | 2               | 0               |                    | -                  | -                  |             | -           | -           | 32     | 4      |        |
| 2016-2017       | Monaco 1860         | 2L              | 3          | 0          | CG              | 1               | 0               |                    | -                  | -                  |             | -           | -           | 4      | 0      |        |
| 2017            | Atlético Paranaense | A1/PR+A         | 0+19       | 5          | CB              | 0               | 0               | CS                 | 1                  | 0                  |             | -           | -           | 20     | 5      |        |
| 2018            | Atlético Paranaense | A1/PR+A         | 0+1        | 0          | CB              | 3               | 0               | CL                 | 1                  | 0                  |             | -           | -           | 5      | 0      |        |
| Totale carriera | Totale carriera     | Totale carriera | 53         | 9          |                 | 6               | 0               |                    | 2                  | 0                  |             | -           | -           | 61     | 9      |        |